# گوآلپوژینگ (بوتان)
گوآلپوژینگ (به لاتین: Gyalpozhing) یک منطقهٔ مسکونی در بوتان (کشور) است که در Mongar District واقع شده‌است.
 گوآلپوژینگ  ۲,۲۹۱ نفر جمعیت دارد.